# Sahle Selassié
Cette page contient des caractères éthiopiques. En cas de problème, consultez Aide:Unicode ou testez votre navigateur.
Pour les articles homonymes, voir Selassié.
Sahle Selassié (ge'ez : ሣህለ ሥላሴ) (vers 1795 - 1847), est un noble éthiopien et premier Negus du Choa, du 7 juin 1813 au 12 octobre 1847. Il est le grand-père de Ménélik II et de Mekonnen Welde Mikaél, ainsi que l'arrière-grand-père de Haile Selassié I.

## Biographie

### Jeunesse et règne
Sahle Selassié est né vers 1795 sous le nom de Haylou Welde Kiros, il est le fils du ras Wossen Seged, dirigeant du royaume du Choa de 1780 à 1813. Cette année-là, à la suite du décès de son père, Sahle Selassié arrive à la tête du royaume et devient, le 7 juin 1813, le deuxième Ras du Shewa. Il fait face aux revendications indépendantistes des Oromos qui ont conquis une grande partie du royaume du XVIe au XVIIIe malgré des campagnes de pacification menées par son père et son grand-père. Sahle Selassié parvient lutter contre ces aspirations en combinant sa puissance militaire avec une politique de division des peuples oromos. Il réussit ainsi à établir son autorité et double la superficie de son royaume, initiant un processus d'expansion du Shewa dont l'apogée est le règne de Menelik II.
En 1830, près de Debre Berhan, il établit un camp qui évolue avec le temps en une ville nommée Angolala. La capitale du royaume est Ankober, une ville comptant près de 25 000 habitants. Dans les années 1830, sans l'autorisation du Negusse Negest, il prend le titre de Negus et déclare l'indépendance du royaume. Sahle Selassié est un souverain généreux et juste, assurant la paix et la stabilité du Shewa. Toutefois, il doit continuellement lutter contre les révoltes oromos et les rébellions dans l'Awash, où vivent des populations arsis et gurages.
Durant le Zemene Mesafent, plusieurs seigneurs locaux cherchent à prendre contact avec les Européens, un intérêt croissant surtout après l'occupation britannique du port d'Aden en 1839. L'année suivante, Sahle Selassié envoie une lettre à la British East India Company à Bombay dans laquelle il demande une aide technique. Il y précise qu'il souhaite une assistance concernant du matériel militaire. Plus tard, la Grande-Bretagne et la France envoient des missions diplomatiques qui concluent toutes deux des accords avec le Negus. Celle de Londres, avec à sa tête Cornwallis C. Harris, signent un traité le 18 novembre 1841 avec Sahle Selassié. Paris envoie l'envoyé Rochet d'Héricourt et parvient à conclure un accord d'amitié le 7 juin 1843 entre le souverain shewan et Louis-Philippe Ier. Le point central des traités est l'acquisition d'armes ; il s'agit pour Sahle Selassié de disposer d'un avantage militaire lui permettant de soumettre définitivement ses vassaux. En outre, les demandes du Negus touchent également le domaine de la métallurgie et de la fabrication d'armes, des sujets qu'il aborde avec l'envoyé français. Progressivement, les relations vont toutefois se dégrader peu à peu.
Le 12 octobre 1847, après avoir déclaré son fils, Haile Melekot, comme successeur, Sahle Selassié décède à Debre Berhan.

### Famille et descendance
Sahle Selassié a épousé successivement : Woyzero Bezabesh Welde, Woyzero Yimegnushal puis Woyzero Wurige. Avec sa première femme, il a deux enfants : Haile Melekot, né en 1824 et Seyfu, né en 1828. Vers la fin de son règne, il désigne Haile Melekot comme héritier. Il réunit un conseil à Angolala où différents chefs oromos sont invités à jurer loyauté au successeur. De l'union avec sa deuxième épouse naissent deux autres enfants : Haile Mikaél né en 1827 et Tenagne Werq, mère de Mekonnen Welde Mikaél. Enfin, avec sa troisième femme, il a un nouveau fils : Dargé, qui devient plus tard un militaire important des campagnes de Menelik II.